# Exhumation (géologie)
Pour l’article homonyme, voir Exhumation.

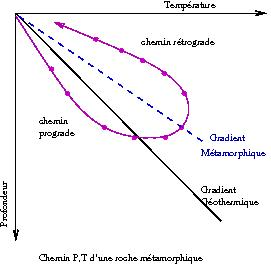
Chemin Pression, Température d'une roche métamorphique. Il montre qu'elle subit une rétromorphose lors de son exhumation.

En géologie, l’exhumation est le terme scientifique désignant la remontée des roches vers la surface, par tectonique ou rééquilibrage isostatique lié aux processus de dénudation (exhumation tectonique)/érosion. Une roche exhumée est une roche qui était en profondeur et qui se trouve à la surface de la lithosphère. Il est à noter que la surface au sens géologique peut être le fond marin.

## Notion d'exhumation
L'exhumation d'une roche (ou d'un ensemble de roches) correspond à un mouvement de l'intérieur du globe terrestre vers sa surface. L'exhumation conduit à une diminution de la profondeur à laquelle une roche se situe. Elle induit un déplacement vertical positif de la lithosphère (le déplacement vertical négatif étant lié à la subsidence).
Il convient de bien distinguer l'exhumation (relèvement dû à des mouvements tectoniques) de la surrection qui implique une augmentation d'altitude. En effet, l'exhumation de roches profondes de la croûte continentale peut avoir lieu sans qu'il n'y ait création de relief.